# Antoine de Juchereau de Saint-Denys
Antoine de Juchereau de Saint-Denys, francoski general in zgodovinar, * 1778, † 1842.

## Življenjepis
Leta 1785 je vstopil v École Militaire de Brienne, nato pa je leta 1792 odpotoval v Kanado, kjer je nadaljeval z vojaško kariero; tako je postal stotnik Novofulandskega polka. Leta 1805 je vstopil v osmansko službo in leta 1813 v francosko; v slednjo je vstopil s činom polkovnika. Leta 1828 je bil povišan v brigadnega generala in leta 1830 povzdignjen v barona.
Njegovo najbolj znano delo, Révolutions de Constantinople, se ukvarja z zgodovino Osmanskega cesarstva.